# Wald und Magerrasen bei Roßdorf
Wald und Magerrasen bei Roßdorf este o arie protejată (arie specială de conservare — SAC, sit de importanță comunitară — SCI) din Germania întinsă pe o suprafață de 216,3 ha, integral pe uscat.

## Localizare
Centrul sitului Wald und Magerrasen bei Roßdorf este situat la coordonatele 49°51′02″N 8°44′02″E / 49.8506°N 8.7339°E.

## Înființare
Situl Wald und Magerrasen bei Roßdorf a fost declarat sit de importanță comunitară în noiembrie 2004 pentru a proteja 5 specii de animale. Situl a fost protejat și ca arie specială de conservare în martie 2008.

## Biodiversitate
Situată în ecoregiunea continentală, aria protejată conține 3 habitate naturale: Pajiști uscate seminaturale și facies de acoperire cu tufișuri pe substraturi calcaroase (Festuco-Brometalia) (* situri importante pentru orhidee), Păduri de fag Luzulo-Fagetum, Păduri de fag Asperulo-Fagetum.
La baza desemnării sitului se află mai multe specii protejate:
- păsări (3): prepeliță (Coturnix coturnix), ciocănitoare neagră (Dryocopus martius), capîntortură (Jynx torquilla)
- amfibieni (1): izvoraș-cu-burta-galbenă (Bombina variegata)
- nevertebrate (1): Euplagia quadripunctaria

Pe lângă speciile protejate, pe teritoriul sitului au mai fost identificate 4 specii de plante, 9 specii de nevertebrate.